# Евгеније Поповић
Евгеније Поповић (Рисан, 6. јануара 1842 — Трст, 4. априла 1931, био је политичар, дипломата и новинар. Поповић је био дугогодишњи црногорски генерални конзул у Риму.

## Биографија
По рођењу у Рисну аустријски држављанин.
У Трсту је био школски друг Николе I Петровића Његоша.
Завршио је право и докторирао у Болоњи, а бавио се и адвокатуром, те је постао италијански држављанин.
Био је сљедбеник Гарибалдија током уједињења Италије, а 1876/78. ратни извјештач са фронта у Црној Гори и Херцеговини, гдје је и рањен.
Од 1896. године постављен за генералног конзула Црне Горе у Риму.
Додељен му је Орден британског царства у рангу великог крста 1918. године.